# Автошлях Т 1037
Автошлях Т 1037 — автомобільний шлях територіального значення в Київській області. Проходить територією Бориспільського району від автошляху М03 біля села Іванків до автошляху Н08 біля села Городище. Загальна довжина — 3,2 км.